# 保罗-埃米尔·博塔
保罗-埃米尔·博塔（法語：Paul-Émile Botta，1802年12月6日—1870年3月29日）是一位出生于意大利的法国科学家，自1842年起担任摩苏尔（当时的奥斯曼帝国，今伊拉克）的领事，他发现并领导发掘了古代亚述首都的遗址杜尔舍鲁金。

## 生平
1802年12月6日，他出生于意大利都灵，他的原名为保罗·埃米利亚诺·博塔。他的父亲是意大利历史学家卡洛·朱塞佩·古列尔莫·博塔（Carlo Giuseppe Guglielmo Botta)。1822年，他们全家搬到了巴黎，在那里，他师从法国学者亨利·玛丽·杜克罗泰·德·布兰维尔(Henri Marie Ducrotay de Blainville)。
博塔曾在一艘环球航行的船上担任一名博物学者。尽管他没有接受过正规的医学训练，但他同时也兼任船上的外科医生。1826年4月8日，奥古斯特·伯纳德·杜豪-西利船长（Auguste Bernard Duhaut-Silly，1790-1849 年）率领的英雄号从勒阿弗尔港启航，向南航行穿过大西洋，经停里约热内卢和合恩角。他们沿着海岸行驶，在墨西哥卡亚俄和上加利福尼亚州停留。夏威夷王国前秘书让·巴蒂斯特·里夫斯（ Jean Baptiste Rives ，1793-1833年）曾说服雅克·拉菲特家族的投资者资助这次航行，以促进加利福尼亚和夏威夷的贸易，但随后里夫斯带着部分货物一起消失了。在结束对夏威夷群岛的访问后，他们于1828年12月27日抵达中国。1829年7月下旬，英雄号返回了勒阿弗尔港。
1830年1月5日，博塔通过了他的博士论文答辩。1831年，他航行到开罗，并在那里结识了本杰明·迪斯雷利。一些历史学家认为迪斯雷利所著的小说《康塔里尼·弗莱明》中的法国旅行家马里尼是以博塔为原型的。 1836年，博塔被派往也门帮助巴黎自然历史博物馆采集植物样本。 
1842年，法国政府任命博塔为摩苏尔领事。在那里，他发现了亚述古都杜尔舍鲁金的遗址。他领导发掘了该古城，并于1845年携带大量文物返回法国。这一成就为他赢得了东方学家的盛誉。
1848年法國二月革命后，博塔成为法国驻耶路撒冷领事，1851年，在君士坦丁堡的外交任务失败后，他开始担任的黎波里领事，并从1855年一直干到了1868年。由于健康状况不佳，任期结束后他回到了法国。 1870年3月29日，他在法国小镇阿谢尔去世，享年68岁。

## 摩苏尔

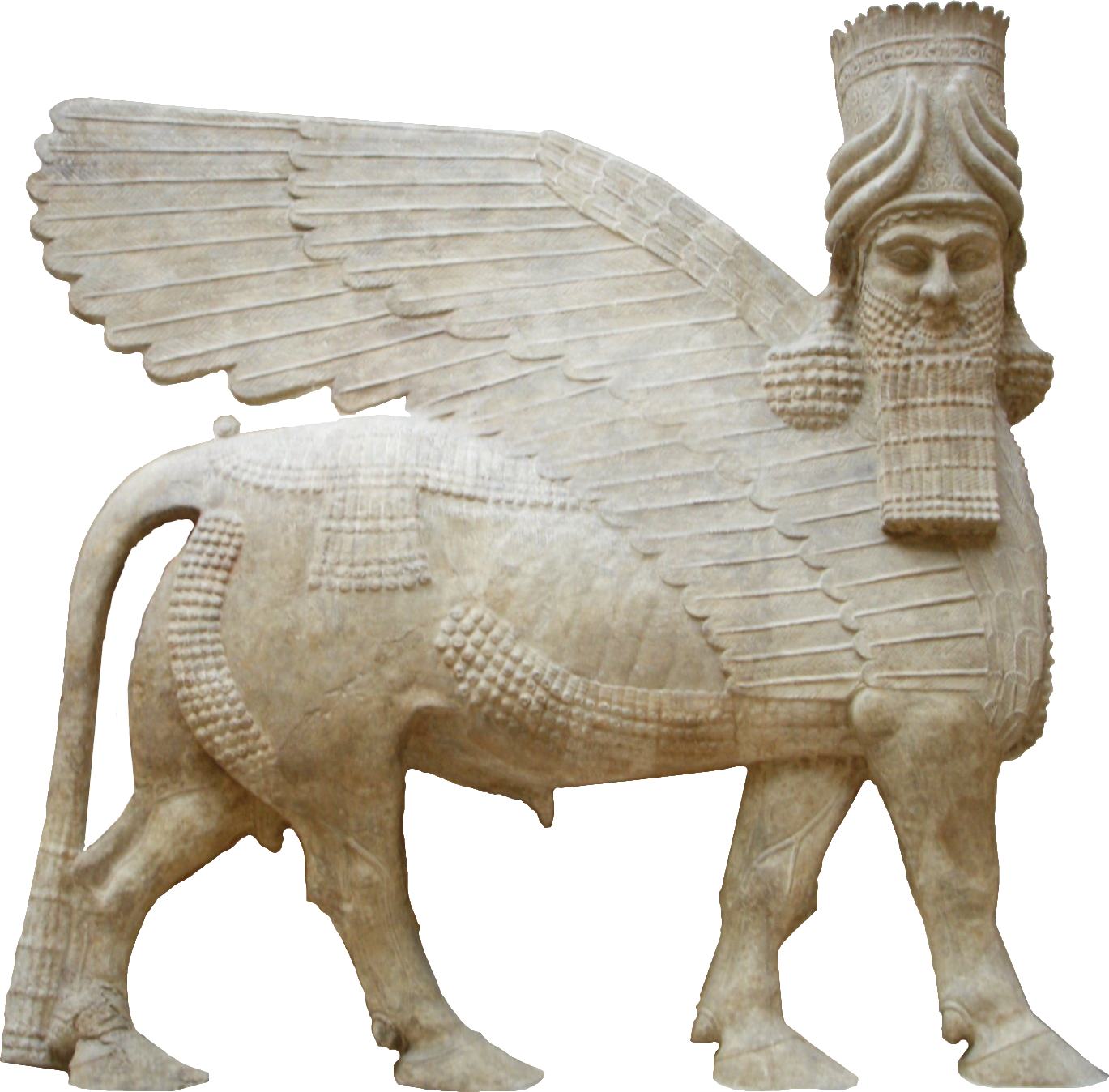
杜尔舍鲁金萨尔贡二世宫殿m墙k门门口的拉马苏（制作于公元前716至公元前713年），由博塔在1843-1844年发掘

博塔被选为法国的代理领事，部分原因是收到了尤利乌斯·冯·莫尔的启发。作为法国亚洲学会的成员，莫尔曾读过克劳迪乌斯·里奇的回忆录，并得出结论，认为摩苏尔有发掘出文物的可能。博塔作为博物学家和历史学家的学识，以及他在语言和外交方面的技能使他成为领导调查任务的不二人选。 1842年抵达摩苏尔后，博塔首先去古物市场购买了一些古物、砖块和粘土的碎片，然后他前去调查了纳比·尤努斯土丘，不过随后遭到了当地居民的反对。随后，他于12月将注意力转向了库云吉克（即尼尼微），他在那里度过了一年的时间，这一年里他一直在研究几块刻有楔形文字的泥砖和几片雪花石膏板。1843年3月，一位阿拉伯人向博塔讲起了豪尔萨巴德（即杜尔舍鲁金现在的名字），并告诉博塔那里发现了许多刻有铭文的砖块。在博塔到达豪尔萨巴德后，他的工人们很快就在石灰岩墙上发现了描绘的浮雕。博塔意识到这里便是杜尔舍鲁金 ，即“萨尔贡的要塞”，是亚述国王萨尔贡二世的首都。在取得了惊人发现后，博塔给莫尔发了一封急件，他在信中说道：“我认为我是第一个发现这些的人，这些浮雕可以追溯到亚述尼尼微的全盛时期。”博塔发掘出了萨尔贡二世宫殿的房间、大厅和走廊，这些墙壁上有描绘亚述神明和国王生活场景的精美浮雕。门廊两侧则是壮观的拉玛苏。  
法国政府对博塔取得的成就非常惊喜，为他提供了充足的资金以进行进一步的研究，并派遣艺术家尤金·弗兰丁前往摩苏尔记录博塔的发现。1844年五月，弗兰丁抵达了摩苏尔，开始为博塔发现的雪花石膏做的浮雕绘制插图，以免它们被沙漠的高温毁坏。博塔的发掘工作从1843年持续到1846年，在这期间，博塔试图把一些发掘出的文物沿着底格里斯河运走，在第一次尝试失败后，第二次他顺利地运走了这些文物。几个月后，这些文物开始在卢浮宫展出。1846年后，博塔在杜尔舍鲁金的发掘工作由其他九名考古学家接手。这些人中包括奧斯丁·亨利·萊亞德和埃米尔-路易·比尔努夫。博塔在他的《尼尼微见闻》中发表了他在尼尼微的发现。  
法兰西第二共和国成立后，政府关闭了摩苏尔的领事馆，博塔随后被派往黎凡特。

## 其他成就
- 除了考古学家外，博塔还是一位博物学家。19世纪20年代至30年代，博塔在加利福尼亚以及美索不达米亚收集了大量哺乳动物、鸟类、爬行动物和昆虫。美国西部特有的橡皮蚺( Charina bottae ) 就是以他的名字命名的。[8]
- 约瑟夫·福尔图内·西奥多·艾杜 (Joseph Fortuné Théodore Eydoux)和保罗·热尔韦 ( Paul Gervais)发现的博塔囊地鼠便是为了纪念博塔而命名的。

## 相关阅读
- Paul-Émile Botta and Eugène Flandin, Les Monuments de Ninive (Paris 1849-1859)
- Glyn Daniel, A short history of archaeology (London, Thames and Hudson 1981).
- Maurice Pillet（法语）, Khorsabad. Les découvertes de V. Place en Assyrie, (Paris 1918).
- Paul-Émile Botta. . Nouvelles Annales des Voyages et des Sciences Geographiques 52. October–December 1831: 129–148. (French)
- Charles Franklin Carter. . California History Magazine 8 (2 and 3) (California Historical Society). 1930: 8–130 to 8–166 and 8–215 to 8–250. (translation of French)